# تراب الماس (فلم)
تراب الماس هو فيلم جريمة وغموض مصري صدر سنة 2018، من إخراج مروان حامد، وكتابة أحمد مراد، وإنتاج زين الكردي، وهو مستوحى من رواية أحمد مراد التي تحمل نفس الاسم. الفيلم من بطولة آسر ياسين، ومنة شلبي، وماجد الكدواني، ومحمد ممدوح، وإياد نصار، وشيرين رضا. يتناول الفيلم موضوعات الانتقام والخيانة والتعقيدات الأخلاقية المحيطة بالسعي لتحقيق العدالة من خلال تشابك الصراعات الشخصية مع تعليق أوسع حول الفساد المجتمعي.
في قلب تراب الماس تكمن المادة المظلمة والسامة في عنوانها، والتي تعمل بمثابة استعارة قوية للقوى التدميرية الموجودة في حياة الشخصيات. يروي الفيلم حياة حسين الزهار وابنه طه، ويستكشف تأثير الموروثات العائلية والخيارات الشخصية في ظل الاضطرابات السياسية والغموض الأخلاقي، وبينما يتصارع طه مع مصير والده المأساوي والحقائق القاسية للنظام الفاسد، تتكشف القصة إلى سعي مشوق للانتقام مما يثير تساؤلات حول ثمن العدالة.
يعد هذا الفيلم الشراكة السينمائية الثالثة بين حامد ومراد، بعد نجاحات فيلمي «الفيل الأزرق» و«الأصليين»، وثاني اقتباس سينمائي لأعمال أحمد مراد الروائية إلى السينما بعد الفيل الأزرق. لا يعمل الفيلم على تعزيز التآزر الإبداعي بينهما فحسب، بل يعمل أيضًا على تعميق استكشاف الروايات المعقدة المتجذرة في الثقافة المصرية.

## القصة
يعتبر تراب الماس من المواد السامة على مستوى العالم. يفتقر إلى النكهة أو الرائحة. هذه الجسيمات لها حواف حادة وصغيرة جدًا، وتؤدي إلى نزيف طويل الأمد في المعدة، ونمو في المريء، وألم لا يطاق، مما يؤدي إلى وفاة الشخص خلال شهر تقريبًا. وقد انصب تركيز حسين الزهار، بطل الفيلم، إلى إثبات ذلك منذ صغره، حتى نشأ ابنه وهو يقلده. كان الطفل حسين الزهار (عبدالرحمن فاروق) يتلقي من والده تاجر العطور بحارة اليهود حنفي الزهار (سامي مغاوري)، آخر نصائحة، عندما قال له «أي حاجة غلط بنعملها، لازم ندفع ثمنها، حتى لو إعتذرنا» ثم أسلم الروح، ليتولي رعايته وأخته فايقة ووالدته، صديق والده تاجر المجوهرات اليهودي ليتو (بيومي فؤاد)، وعندما أصيبت القطة بالسعر، وضع لها ليتو قليل من تراب الماس في طعامها فماتت بالنزيف، ولم يدري حسين، لماذا إحتفظ بزجاجة تراب الماس، وعندما شاهد ليتو في عدوان 1956 يشير لطائرات العدو ببطارية، من فوق سطوح منزله، قرر حسين وضع تراب الماس في شراب الخائن ليتو، الذى أصيب بالنزيف، وهاجر لاسرائيل مع عائلته، ومات هناك.
فشل الشاب حسين الزهار (محمد الشرنوبي) في دخول الحربية لتحقيق أمنية والده، الذى أراده مثل البكباشي جمال عبدالناصر، وذلك لعدم إمتلاكه لواسطة، ولكن تم تجنيده، وحضر هزيمة 1967 وعاد من سيناء سيراً على الأقدام، ودرس التاريخ في كلية الآداب، وعمل مدرساً للتاريخ، وحضر حرب النصر 1973، ثم تزوج من جارته ناهد (بسنت شوقي)، وسافر للخليج، وكون ثروة كبيرة وأنجب إبنه طه، وعاد لمصر، وأراد إستثمار أمواله، فلهفتها منه شركات توظيف الأموال، ودخل المستشفي لجراحة في ظهره، إنتهت بشلل سفلي، نتيجة خطأ غير مقصود، وإنتهي به الأمر فوق كرسي متحرك، وفشل في الحصول على حقوقه، ولم تتحمل زوجته الحياة معه، فتركت له المنزل، مع ابنهما الصغير طه، وكانت ترعاهم العمة فائقة الزهار (صابرين)، وإضطر حسين لكسب قوته، من الدروس الخصوصية. كبر طه حسين الزهار (آسر ياسين) وتخرج من كلية الصيدلة، يعيش وحيداً ومعقداً نفسياً وبارا بوالده، وكان يعزف بالمنزل على الدرامز.
رفض طه بيع أدوية الجدول المخدرة، للبلطجي سرفيس (محمد ممدوح) الذى حاول الإعتداء عليه، وكسر زجاج الصيدلية، فحرر له محضراً، وطلب منه والده أن يتعايش مع سرفيس، لأن القانون دائما في صف الأقوي، وطلب منه أن يصحبه لزيارة نائب البرلمان محروس برجاس (عزت العلايلي)، فصحبه لمكتب النائب، ولم يدخل معه. عاد طه يوماً للمنزل، فوجد والده مقتولاً، وفاجئه القاتل بلكمة قوية في الظلام، جعلته يقضي إسبوعاً في المستشفي في غيبوبة، بعد أن نقلته جارته ساره (منه شلبي) الى هناك، وعندما أفاق إتهم البلطجي سرفيس، أمام ضابط التحقيق وليد سلطان (ماجد الكدواني)، وإكتشف طه في مذكرات والده ماغير حياته رأساً على عقب. سارة معدة ومنتجة برامج تليفزيونية، تعمل مع النجم شريف مراد (إياد نصار)، وتقيم معه علاقة عاطفية، منذ أن كان متزوجاً ولدية إبنة، وحتى بعد إنفصاله عن زوجته، لم يتزوج من ساره، وهو الشيئ الذى كان مسار خلاف بينهما. إكتشف طه قصة تراب الماس، وكيف قتل به والده حسين الزهار، محروس برجاس، ترزي القوانين التى حمت الكبار، وسحقت الصغار، وعندما لاحظ أن صديقه سليمان اللورد (أسامه عبدالله)، البقال السابق، حول متجره لبيع الخمور والمخدرات، التى يحصل عليها، تحت سمع وبصر، الضابط الفاسد وليد سلطان، فقتله أيضاً بتراب الماس، كما قتل نائب الأغذية الفاسدة، حلمي عشوش (محمد وليد)، والكاتب الفاسد موسي عطية (محمود الشوربجي). بحث طه عن تراب الماس، حتى وجده في مسند الكرسي المتحرك الخاص بوالده، وكان أول ضحاياه، سرفيس الذى جاءه للإعتداء عليه، بسبب أتهامه بقتل والده، وجعله يتناول الشاي المختلط بتراب الماس.
مات محروس برجاس، وورثه إبنه رجل الأعمال الشهير، هاني برجاس (عادل كرم)، والذى كان مثلي الجنس، يعتمد على قوادة الرجال، بشري (شيرين رضا)، سيدة المجتمع والأعمال الخيرية، حيث تمده بالشباب الذين يمتعونه جسدياً. قبض وليد سلطان على خلية من المثليين، كان من بينهم كريم (مارك حجار)، زوج هاني برجاس، وحينما طلبت منه بشري، الإفراج عن كريم، علم منها علاقته بهاني برجاس، وحينما طلب منه الأخير، مساعدته في إحتلال مكان والده بالبرلمان، ومساعدته في الإنتخابات، طلب منه على سبيل الرشوة، إحدي الفيللات، البالغ ثمنها أكثر من 60 مليون جنيه، كما ألمح لموضوع كريم، المقبوض عليه، فما كان من هاني، إلا أن أرسل من يقتل كريم في الحجز، وأوشي بالضابط الفاسد، لدي السلطات بكل موبقاته، حتى تم وقفه وخضوعه للتحقيقات. قرر وليد التخلص من هاني برجاس، وبعد أن علم بتشابه تقارير موت محروس برجاس واللورد، وتشابهها مع أعراض أصابة سرفيس، توقع علاقة طه الزهار بالأمر، فإقتحم منزل طه مع سرفيس، وعثر على مذكرات حسين الزهار، وعرف تراب الماس، وما فعله والد طه، وأنقذ الأخير من يد سرفيس، بل أيضاً قتله في شقة طه، وطلب منه قتل هاني بتراب الماس، وترك له جثة سرفيس ليتخلص منها، حيث أذابها بماء النار بالبانيو. أما سارة فقد إكتشفت أن شريف، يقيم علاقات مع الكثير من الفتيات، ويصورهن بالفيديو، ويحتفظ بأرشيف كبير من الإسطوانات، وعندما هددته، إعتدي عليها بالضرب المبرح، بقسوة شديدة، ثم إغتصبها وهى تنزف دماً، وعندما عرجت ساره، على شقة طه، لتشكو له حالها، شاهدت جثة سرفيس، وإقتنعت بدوافع طه لقتله، وبعد أن قرأت مذكرات والده، إقترح عليها التخلص من شريف بنفس الطريقة، ووضعت ساره تراب الماس، في شراب شريف. هدد وليد، القوادة بشري، لتحدد ميعاد لطه مع هاني، كعريس جديد، ورضخت بشري لطلبه. تمكن وليد من إقناع طه، بأن هاني هو المحرض على قتل والده، بعد أن رآه الأخير، بنظارته المكبرة، من نافذة حجرته، ليلة رأس السنه، يمارس الجنس مع رفيقه، وبالفعل تقابل طه مع هاني، ووضع له تراب الماس، في كأس النبيذ، ولكن طه إكتشف أن هاني، كان في فرنسا ليلة رأس السنه، فكسر الكأس وغادر، عازماً على التخلص من وليد سلطان، ونجح في وضع تراب الماس في شرابه، ليلقي حتفه بعد شهر، ويحضر طه عزاءه. إلتقى طه مع ساره، التى أخبرته بأن السكوت جريمه، ولازم الناس اللي تحت تراقب الناس اللي فوق، وتبلغ السلطات، ووعدها طه ألا يكون، مثل والده منتقماً، وأعاد تراب الماس، لموضعه بمسند الكرسي المتحرك، الذى أغلق عليه حجرة والده.

## طاقم التمثيل
- آسر ياسين بدور طه حسين الزهار
- منة شلبي بدور سارة
- ماجد الكدواني بدور وليد سلطان
- محمد ممدوح بدور السيرفيس
- إياد نصار بدور شريف مراد
- شيرين رضا بدور بشرى صيرة
- عزت العلايلي بدور محروس برجاس
- أحمد كمال بدور حسين حنفي الزهار
- صابرين بدور فايقة حنفي الزهار
- بيومي فؤاد بدور ليتو
- محمد الشرنوبي بدور حسين حنفي الزهار (شابًا)
- تارا عماد بدور تونا
- محمود البزاوي بدور المحقق
- سامي مغاوري بدور حنفي الزهار
- مها نصار بدور زوجة حنفي الزهار
- عادل كرم بدور هاني برجاس
- روزالين البيه بدور زوجة ليتو
- أحمد خالد صالح بدور ضابط الصيدلية
- أسامة عبد الله بدور سليمان اللورد
- بسنت شوقي بدور ناهد
- مارك حجار بدور كريم
- تامر نبيل بدور قاتل كريم

### الأطفال
- عبد الرحمن فاروق بدور حسين حنفي الزهار
- سيرين علاء بدور تونا
- جودي ياسر بدور فايقة
- أدهم عبد الله بدور صلاح
- أدم عز الدين بدور طه

## الإنتاج

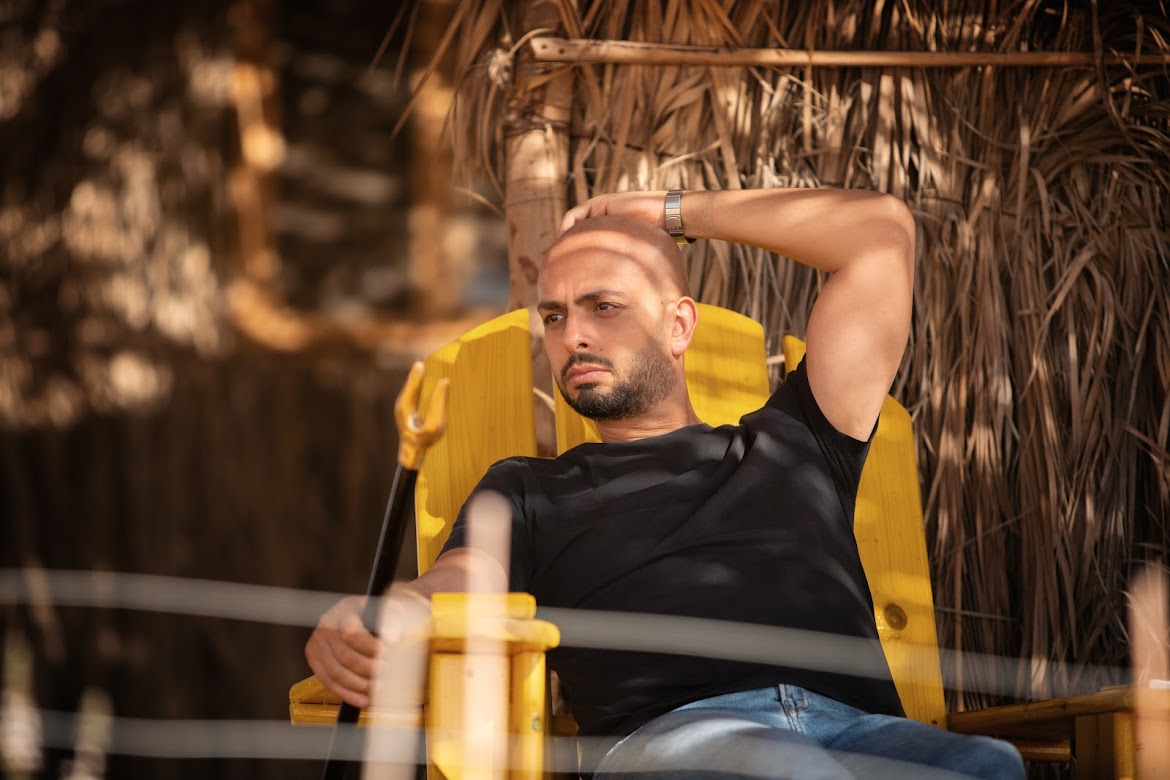
الروائي أحمد مراد

فيلم تراب الماس من تأليف الروائي أحمد مراد، وهو مستوحى من روايته التي تحمل نفس العنوان «تراب الماس»، كان قد نشرها في عام 2010. تولى مروان حامد مهمة إخراج الفيلم.
قام أحمد حلمي في البداية بشراء حقوق الرواية عام 2011 بهدف إنتاج الفيلم وتمثيله. لكن الإنتاج واجه تأخيرات عديدة، مما أدى إلى خلاف بين حلمي ومراد، وفي نهاية المطاف، أُحيلت القضية إلى المحكمة، مما أدى إلى منح الحقوق لأحمد مراد بحكم قضائي. بعد سحب حقوق الرواية من الفنان أحمد حلمي وشركته شادوز كوميونيكيشنز Shadows Communications، تعاقدت شركة نيوسينشري للإنتاج الفني مع أحمد مراد لتحويل تراب الماس إلى فيلم سينمائي، كان هذا بمثابة تحول كبير في إنتاج الفيلم، مما سمح برؤية جديدة تحت إشراف مراد. تشاركت شركة نيوسينشري للإنتاج الفني وشركة دولار فيلم بقيادة إسماعيل الكردي وأبنائه في إنتاج الفيلم. تولى تصميم الملابس ناهد نصر الله، بينما قام أحمد حافظ بمهام التحرير. مدير التصوير أحمد المرسي، والموسيقى التصويرية ألحان هشام نزيه. بالإضافة إلى ذلك، فإن هندسة الديكور أدارها محمد عطية.

### التمثيل
يمثل الفيلم أيضًا أول ظهور لعزت العلايلي منذ عام 2001، بعد دوره في فيلم جرانيتا. ويعزز هذا المشروع علاقة التعاون بين الروائي أحمد مراد والمخرج مروان حامد، لتكون هذه الشراكة الثالثة بينهما بعد الفيلمين الناجحين «الفيل الأزرق» و«الأصليين». اختارت الممثلة ميرفت أمين الانسحاب بعد ترشيحها لدور في الفيلم، قائلة إن الدور لا يتناسب مع تاريخها الفني.

### البث
نُشِرَت ستة ملصقات ترويجية لفيلم تراب الماس في 31 مارس 2018، تعرض بعض نجوم الفيلم والمشهد التشويقي والعرض الأول القادم.

## الاستقبال
حصل الفيلم على تقييمات إيجابية من النقاد والجمهور الذين أشادوا بالحبكة والإخراج والعروض والتصوير السينمائي. حقق الفيلم أيضًا نجاحًا تجاريًا، حيث حقق أكثر من 30 مليون جنيه مصري في شباك التذاكر، مما يجعله أحد أعلى الأفلام المصرية إيرادات لعام 2018. وقد حصل الفيلم على العديد من الجوائز، منها أفضل فيلم وأفضل مخرج وأفضل ممثل وأفضل سيناريو فيلم في المهرجان القومي للسينما المصرية، وأفضل فيلم وأفضل مخرج وأفضل ممثل في جوائز السينما العربية.

## روابط خارجية
- مقالات تستعمل روابط فنية بلا صلة مع ويكي بيانات